# Oulujoki
Oulujoki (svédül: Ule älv), a Finnországban lévő Oulujärvi-tó levezető folyója, mely Oulunál ömlik a Botteni-öbölbe.  A folyó Észak-Ostrobothnia és a Kainuu terület főfolyója, Kainuu legnagyobb része az Oulujoki vízgyűjtő területéhez tartozik. Régebben Oulujoki volt a fő kátrányszállító útvonal, de jelentősége erősen csökkent a fatörzsű hajók és csónakok kiszorulásával.

## Mellékfolyók
Oulujoki mellékfolyói a torkolattól indulva:
- Sanginjoki
- Muhosjoki
- Kutujoki
- Utosjoki

## Hasznosítása, halállománya
Az Oulujoki folyó teljes mértékben az energiakitermelés érdekében szabályozott. A régen Oulutól felúszó lazac már nem tud feljönni a folyón, de más értékes halakat (pisztrángot, süllőt) telepítettek a sporthorgászok igényeinek kielégítésére. 2003-ban a Merikoski erőműnél megépítették a hallépcsőt, amely mentén a lazacok és más halak felúszhatnak a Muhosi Montta erőműig. Így a lazac ívási lehetősége a Muhosjoki és Sangjoki folyóknál megteremtődött. Az ipari halászat kismértékű. Az eutrofizáció a mezőgazdaság, a tőzeg- és papíripar, valamint a városi hulladékkezelés eredményeként jelentős mértékű.

## Kemijoki vízerőműi
(zárójelben a hely és az elkészülés éve)
- Jylhämän vízerőmű (Jylhämä, 1952)
- Nuojuan vízerőmű (Nuojua, 1955)
- Utasen vízerőmű (Utanen, 1957)
- Ala-Utoksen vízerőmű (Ala-Utos, 1957)
- Pällin vízerőmű (Pälli, 1954)
- Pyhäkosken vízerőmű (Pyhäkoski, 1951)
- Montan vízerőmű (Montta, 1957)
- Merikoski vízerőmű (Merikoski, teljes elkészülés 1954, első használatbavétel 1948)

Merikoski vízerőmű tulajdonosa az Oulun Energia Rt, a többi az állami tulajdonú energia-nagyhatalom Fortum Rt. tulajdona.

## Képek

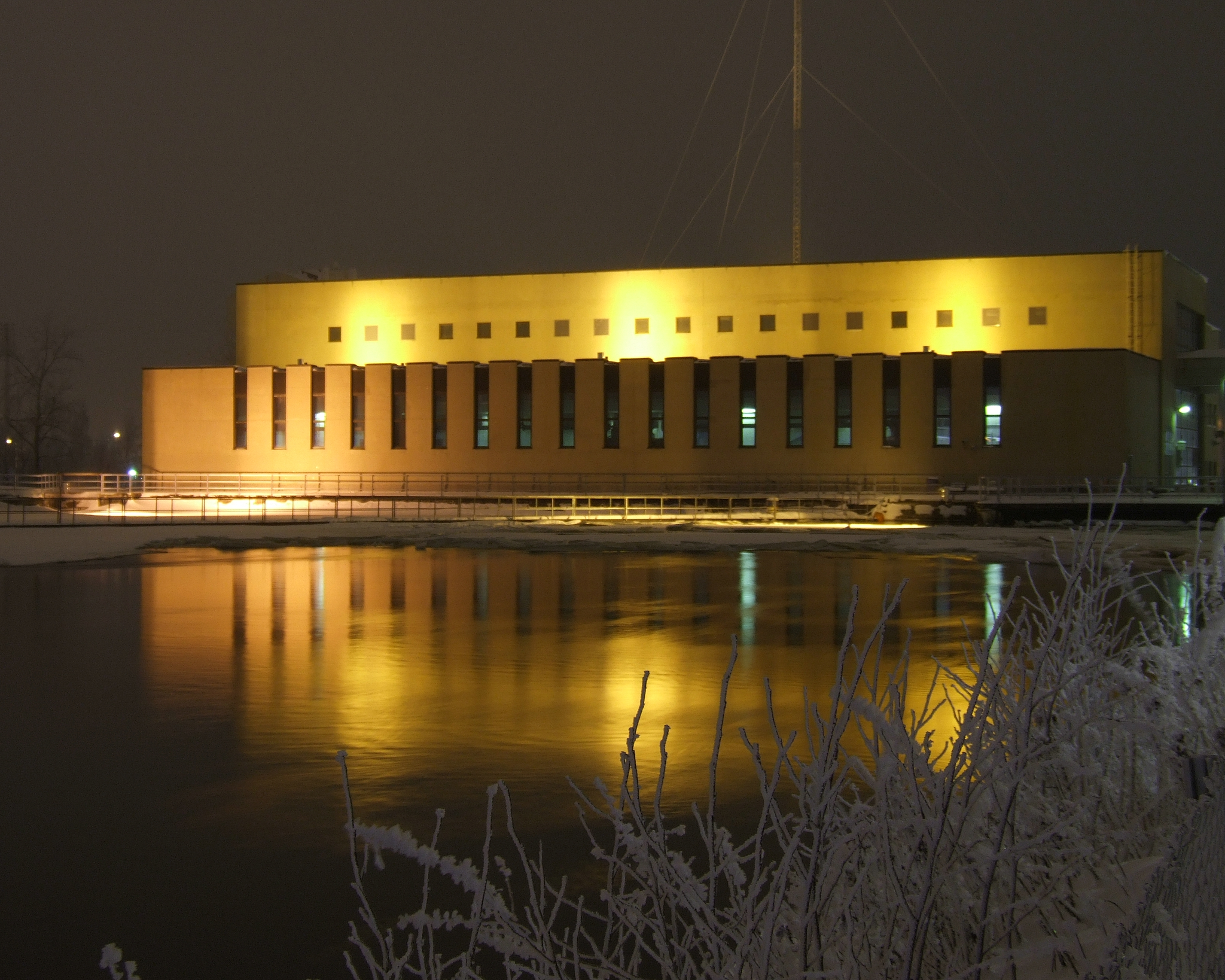
Merikoski vízerőmű Tuiranál
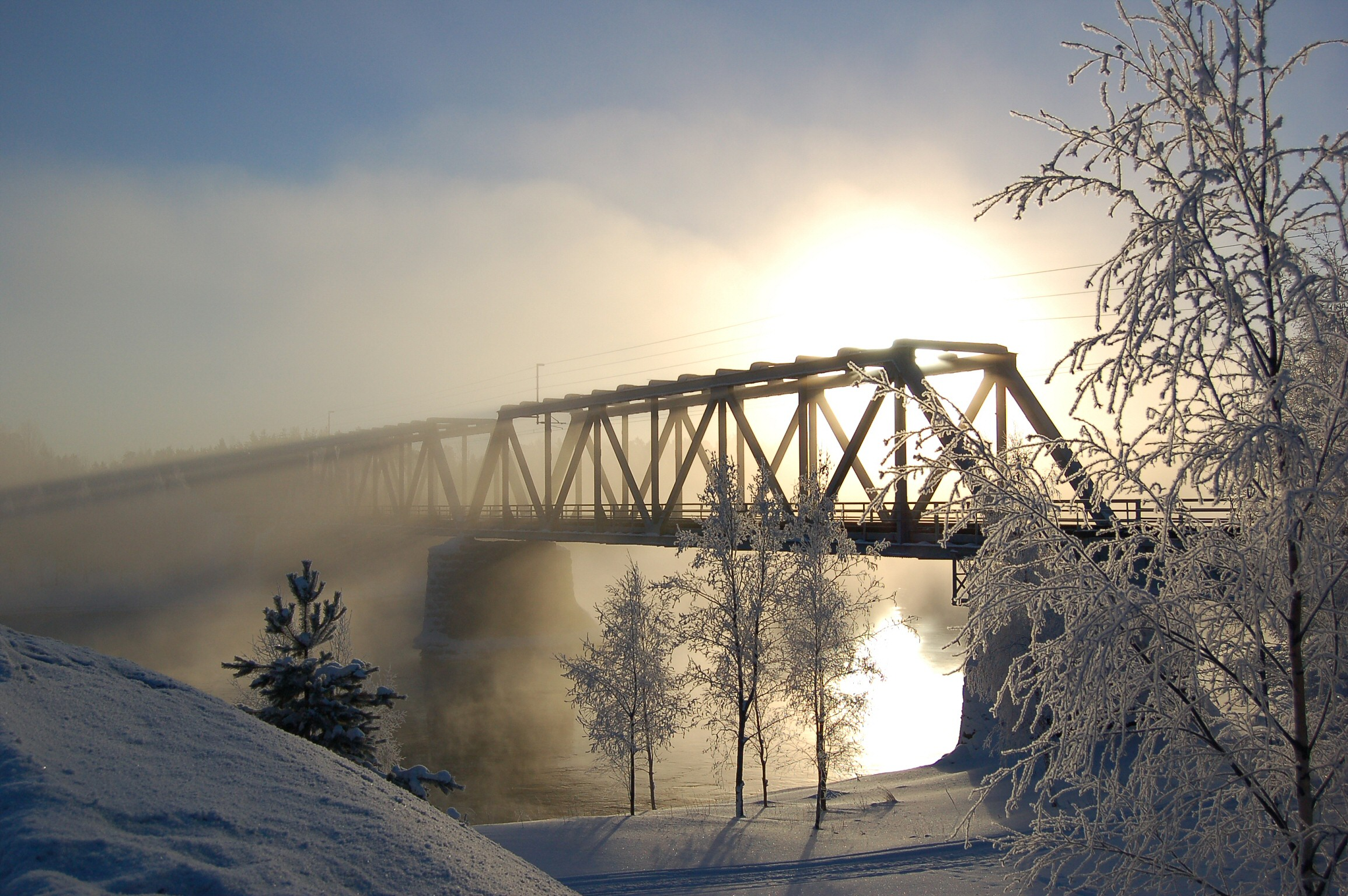
Vaalankurkun vasúti híd Oulunál
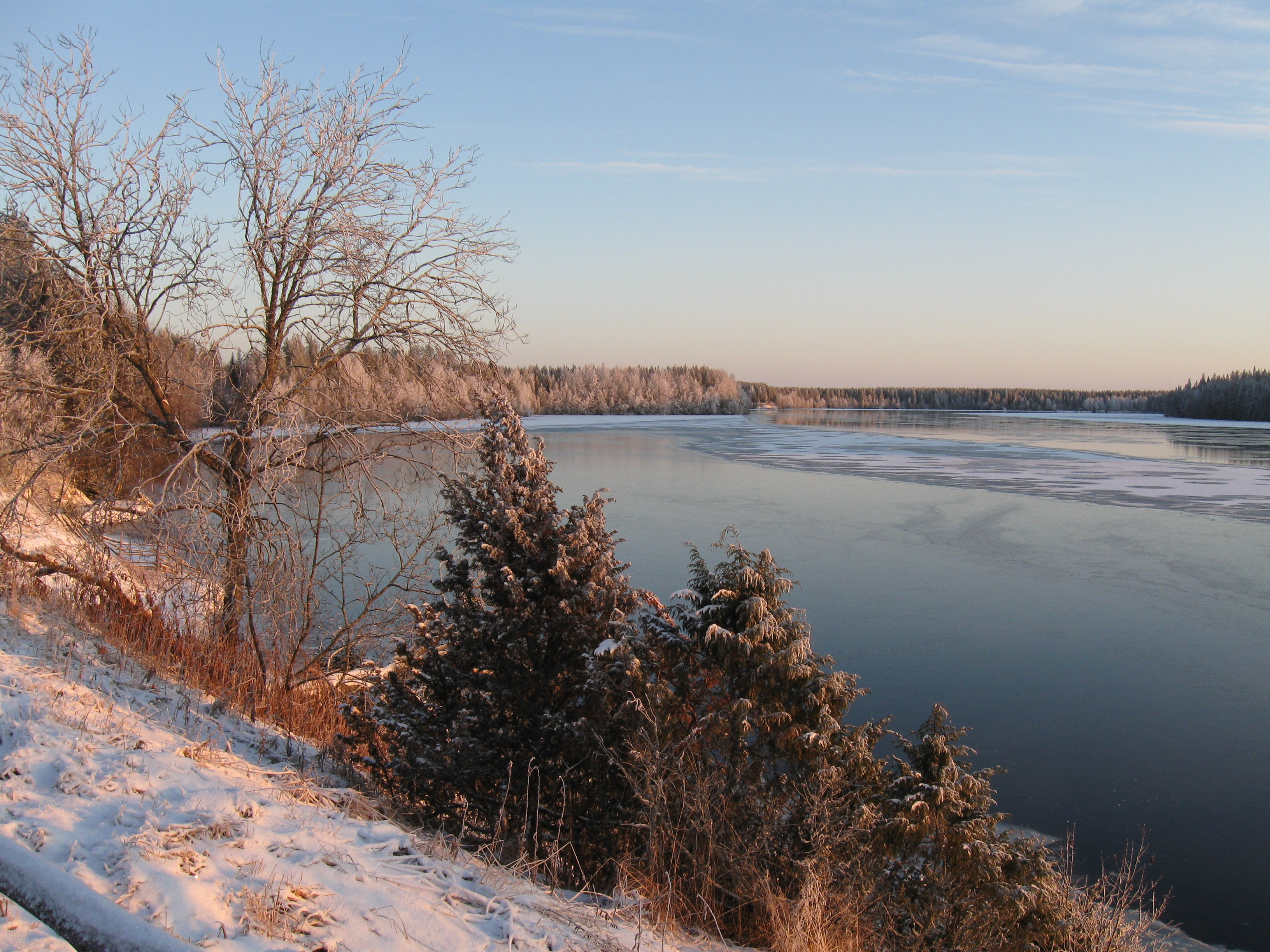
Oulujoki Lamminahonál

## Fordítás
- Ez a szócikk részben vagy egészben  az   Oulujoki című finn Wikipédia-szócikk fordításán alapul.  Az eredeti cikk szerkesztőit annak laptörténete sorolja fel. Ez a jelzés csupán a megfogalmazás eredetét és a szerzői jogokat jelzi, nem szolgál a cikkben szereplő információk forrásmegjelöléseként.